# OPPO Reno5 A
OPPO Reno5 A（オッポ リノファイブ エー）とは、オウガ・ジャパンが2021年に発売したスマートフォンである。

## 概要
2021年にオウガ・ジャパンが発表した、Reno Aシリーズの3世代目である。
Reno3 Aと比較しSnapdragon 765Gを採用したことによりプロセッサーが大きく進化し、カメラも解像度やセンサー感度が上昇しているほか、60fps撮影が可能である。Reno Aシリーズで60fps撮影ができるのは本機だけである。